# Altwaldbestände im Segeberger Forst
Altwaldbestände im Segeberger Forst este o arie protejată (arie specială de conservare — SAC, sit de importanță comunitară — SCI) din Germania întinsă pe o suprafață de 154 ha, integral pe uscat.

## Localizare
Centrul sitului Altwaldbestände im Segeberger Forst este situat la coordonatele 53°57′42″N 10°08′22″E / 53.9617°N 10.1394°E.

## Înființare
Situl Altwaldbestände im Segeberger Forst a fost declarat sit de importanță comunitară în septembrie 2004 pentru a proteja 3 specii de animale. Situl a fost protejat și ca arie specială de conservare în ianuarie 2010.

## Biodiversitate
Situată în ecoregiunea atlantică, aria protejată conține 2 habitate naturale: Păduri de fag Luzulo-Fagetum, Păduri acidofile de stejar bătrân cu Quercus robur pe câmpii nisipoase.
La baza desemnării sitului se află mai multe specii protejate de  păsări (3): porumbel de scorbură (Columba oenas), ciocănitoarea de stejar (Dendrocopos medius), ciocănitoare neagră (Dryocopus martius)